# 1823
Cette page concerne l'année 1823 (MDCCCXXIII en chiffres romains) du calendrier grégorien.
L'année 1823 est une année commune qui commence un mercredi.

## Événements

### Afrique
- Décembre 1822/janvier 1823[1] : le roi de Sokoto Mohammed Bello soumet Ilorin (nord de l'Empire d'Oyo)[2].
  - Lorsque la partie septentrionale de l'Empire d'Oyo est occupée par les Peuls, l’alaafin, chef militaire et politique, quitte sa capitale d’Old Oyo annexée à l’émirat peul d’Ilorin et transporte le centre politique de son état à Oyo, une centaine de kilomètres plus au sud[3]. L’oni, chef religieux, reste à Ifé, avec une influence très amoindrie.
  - Les troubles au Yorouba accélèrent la décadence d’Oyo qui devient la source d’un commerce d’esclave vers les marchés de Lagos et de Badagry.
- 17 février : arrivée à Kouka, résidence du maï du Bornou, d’une expédition britannique, qui explore le Sud du Sahara. Denham et Clapperton, porteurs de recommandations diplomatiques, quittent Tripoli (1822), traversent le Sahara, puis atteignent le lac Tchad. Il séjournent dans l’empire du Bornou et visitent les pays voisins (17 février-14 décembre)[4].

- Mai : le roi de Madagascar Radama Ier reprend l’offensive à l’est et soumet les Betsimisarakas, puis les Antankarana. Il s’attaque ensuite au royaume Sakalave du Boina, dont le souverain Andriantsoli a fait alliance avec les Antalaotes. Après une brève campagne, l’armée mérina est victorieuse[5].
- 4 juin : les Ashanti traversent le Pra, en Côte-de-l’Or (Ghana), puis se retirent à l’approche d’une force britannique[6]. Début de la guerre entre Britanniques et Ashanti (fin en 1831). Campagne de l’Asante contre le Denkyira, le Fanti et les Britanniques.

- 26 juin, Mfecane : victoire décisive des Griquas et des Tlhaping, qui repoussent les envahisseurs Phuting, Hlakoana et Fokeng à la bataille de Dithakong[7].
- Septembre : Joseph Sève (Soliman Pacha), chargé par Mohamed-Ali de créer une armée nationale égyptienne, aligne huit mille fantassins[8]. Leur recrutement est essentiellement rural et l’encadrement européen.
- Octobre (date probable) : mort de Osei Bonsu[9]. Début du règne de Osei Yaw, asantehene des Ashanti (fin en 1833).

- Création de la première compagnie de tirailleurs sénégalais (125 hommes)[10].

### Amérique
- 28 janvier : Bernardo O'Higgins abandonne le pouvoir. Il s’exile au Pérou en juillet[11].
- 7 février : victoire mexicaine sur les Républicains salvadoriens à la bataille de Mejicanos. Vicente Filísola entre à San Salvador deux jours après et les insurgés capitulent le 21[12].
- 19 mars : Augustin Ier du Mexique est renversé par un officier, Santa Anna. Proclamation de la République mexicaine[13].

- 5 avril : bataille d'Ochomogo au Costa Rica. Les Républicains l'emportent sur les Impérialistes. Le pays rejoint la fédération d'Amérique Centrale et se sépare définitivement du Mexique[14].
- 17 avril : réunion de l’Assemblée constituante du Brésil, convoquée le 3 juin 1822. Des conflits naissent entre l’empereur et la Constituante (faut-il que l’empereur sanctionne les lois votés par le Parlement ?). L’assemblée est dissoute le 12 octobre. Des députés sont arrêtés, dont José Bonifacio qui s’exile en France jusqu’en 1829[15].
- 4 mai, guerre d'indépendance du Brésil : combat naval au large de Salvador de Bahia[16].
- 23 mai, guerre d'indépendance du Pérou : départ de Callao de la seconde expédition contre les puertos Intermedios menée par le général Santa Cruz[17].

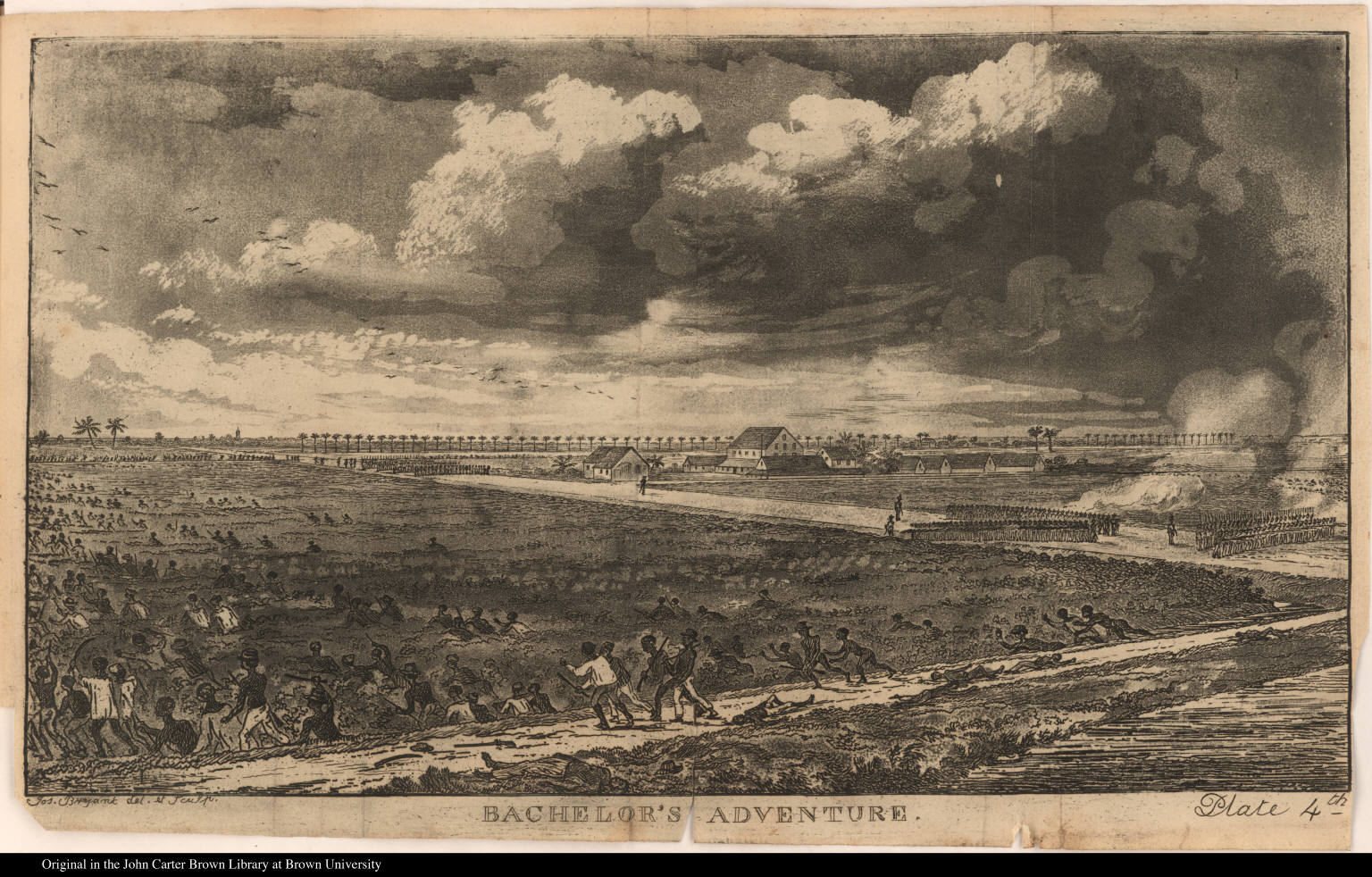
17-18 août : rébellion du Demerara

- 2 juillet : prise de Salvador par les Brésiliens[18].
- 17 juillet : victoire des indépendantistes colombiens à la bataille d'Ibarra[19].
- 24 juillet : victoire navale des indépendantistes vénézuéliens à la bataille du lac Maracaibo[20].
- 17-18 août : révolte de 13 000 esclaves du Demerara en Guyane britannique, qui croient que les planteurs cherchent à leur dissimuler des mesures favorisant l'affranchissement. La rébellion s'étend rapidement et deux Blancs sont tués. La répression fait 100 victimes parmi les esclaves et 47 sont pendus[21].

- 10 septembre, Lima : Simón Bolívar obtient l'autorité suprême du Congrès du Pérou et le titre de Libertador[22].
- 18 septembre : traité de Moultrie Creek. Les Séminoles cèdent officiellement aux États-Unis la plupart de leurs terres au nord de la Floride[23].
- Octobre : le ministre britannique des Affaires étrangères Canning reconnaît discrètement l’indépendance des colonies espagnoles d’Amérique au nom du gouvernement de Londres[24].
- 8 novembre : prise de Puerto Cabello par les indépendantistes. Fin de la guerre d'indépendance du Venezuela[20].
- 2 décembre : le président James Monroe, énonce devant le Congrès des États-Unis la politique nouvelle des États-Unis en Amérique, appelée depuis 1854 la « doctrine Monroe ». Elle considère l’Amérique latine comme une sphère d’influence des États-Unis et prône la non-intervention des puissances européennes dans les affaires du continent, leur opposition à la colonisation européenne et à toute tentative de déstabilisation dans l’hémisphère occidental[25].

### Asie et Pacifique
- mars : l'empire sikh remporte la bataille de Nowshera sur l'empire durrani et occupe la vallée de Peshawar[26].
- 28 juillet : traité d’Erzurum qui met fin à la guerre entre la Perse et l’Empire ottoman[27]. La Perse obtient des avantages territoriaux à l’ouest, ainsi que la liberté de commerce et de circulation à ses marchands dans l’Empire ottoman. En contrepartie, le chah, menacé par l’expansion russe au nord, s’engage à ne plus tenter d’incursions militaires dans les provinces ottomanes.

- 1er août, Calcutta : Lord Amherst devient gouverneur général de l’Inde britannique[28].
- 12 août : le médecin allemand Philipp Franz von Siebold arrive à Dejima, près de Nagasaki. Il séjourne au Japon jusqu’en 1829. En 1824, il crée une école de médecine à Narutaki et un jardin botanique à Dejima[29].
- 18 août : le district de Palembang (Sumatra) est placé sous gouvernement direct des Pays-Bas(accord ratifié à Batavia le 7 octobre suivant)[30].
- 13 octobre, Australie : New South Wales Act[31]. Le Parlement britannique crée un Conseil législatif formés de membres nommés directement par la couronne, en remplacement de la juridiction militaire.

- 31 octobre, Fort William de Calcutta : traité entre les Britanniques et Seo Sing, le régent de Sirohi, dernier état Rajput à se soumettre en Inde[32].

### Europe
- 6 janvier : échec des Ottomans à Missolonghi, en Étolie. Ils lèvent le siège dans la nuit du 11 au 12[33]. La côte nord du golfe de Patras reste aux mains des insurgés grecs.

- 7 avril : expédition d'Espagne[34]. Après le congrès de Vérone (octobre-décembre 1822), sur les instances de Chateaubriand, les « cent mille fils de Saint Louis », venus de France, parviennent facilement à rétablir l’absolutisme en Espagne. Deux corps d’armée se détachent, l’un vers la Catalogne, l’autre vers les Asturies, destiné à opérer de façon presque autonome. Le gros des troupes descend vers Madrid, puis Cadix, où le roi Ferdinand VII d'Espagne et les Cortes se sont réfugiés. Cadix est assiégée. Les maréchaux Moncey, Oudinot et Victor poursuivent l’armée insurgée et obtiennent sa capitulation après la prise du Fort du Trocadéro le 31 août.
- 22 avril : Georges Cancrin est nommé ministre des Finances en Russie (fin en 1844)[35].

- 10 mai : sous l’influence de l’avocat Daniel O'Connell, les catholiques irlandais fondent une association pour défendre leurs droits politiques, ouverte à tous, sans distinction sociale (Catholic Association (en)) [36].
- 27 mai : vilafrancada. Retour de l’absolutisme au Portugal : prenant appui sur l’arrivée des Français en Espagne, Michel impose à son père Jean VI de Portugal l’abolition de la Constitution de 1822[37].

- 17 juin[38] : au Royaume-Uni, la loi maître et serviteur (Master and Servant Act) instaure un régime d'inégalité entre le salarié et le patron ; le salarié qui prend l’initiative d’une rupture de contrat est passible de prison[39].

- 14 juillet : conclusum sur les étrangers. Restriction du droit d’asile en Suisse, sous la pression de Metternich[40]. La surveillance des étrangers est renforcée et les activités des réfugiés politiques sont sanctionnées.
- Juillet : expédition égyptienne contre la Crète. Le khédive d’Égypte Méhémet Ali occupe la Crète (fin en 1840)[41]. Des sympathisants français et britanniques rejoignent les insurgés grecs.

- 20 août : Mort du pape Pie VII
- 31 août : prise du fort du Trocadéro par les Français[42].

- 23 septembre : bombardement de Cadix par la flotte de Duperré et les canons du Trocadero[43]. La ville capitule le 30 septembre[44].
- 28 septembre : élection du cardinal Della Genga qui règne sous le nom de Léon XII[45].

- 1er octobre : le roi Ferdinand VII d'Espagne rétablit l’absolutisme[44]. La répression est féroce. Les libéraux sont exécutés (Riego, El Empecinado), emprisonnés ou contraint à l’exil. Les actes édictés depuis 1821 sont annulés. La terreur blanche se poursuit jusqu’en 1826 (décennie abominable = ominosa década).
- 24 octobre : arrestation des Philomates lituaniens sur l'ordre de Novosiltsov (Mickiewicz, Zan, Jezowski...). Répression contre les sociétés secrètes des étudiants de Wilno. Adam Mickiewicz est exilé en 1824 en Russie[46].

- 11 décembre : les Ottomans lèvent le deuxième siège de Missolonghi[47].

- Fondation en Volhynie de la Société des Slaves Unis (fédéraliste) par les frères Borissov et Julian Lublinski, qui rejoint la Société du Sud en 1825. Poursuite des activités de la Société patriotique polonaise[48].

## Naissances en 1823
- Klemens Boryczewski : sculpteur polonais.
- 8 janvier : Alfred Russel Wallace, naturaliste britannique († 7 novembre 1913).
- 9 janvier : Francisco Bilbao, écrivain et homme politique chilien († 19 février 1865).
- 14 janvier : Charles de Bourbon, prince héritier de Lucques (+ assassiné en 1854)
- 25 janvier : Désiré François Laugée, peintre naturaliste et poète français († 24 janvier 1896).
- 27 janvier : Édouard Lalo, compositeur français († 22 avril 1892).

- 3 février : Spencer Fullerton Baird, ornithologue et ichtyologiste américain († 19 août 1887).
- 7 février : Richard Genée, librettiste et compositeur autrichien († 15 juin 1895).
- 8 février : Charles Manry, compositeur français († 18 janvier 1866).
- 24 février :
  - Charles-Joseph Lecointe, peintre paysagiste français († 1er mars 1886).
  - Paul-Constant Soyer, peintre de paysage, de genre et graveur français († 19 mai 1903).
- 28 février : Ernest Renan, écrivain, philologue, philosophe et historien français († 2 octobre 1892).

- 8 mars : Gyula Andrássy, homme d'État austro-hongrois († 18 février 1890).
- 10 mars : Xavier de Montépin, écrivain français († 30 avril 1902).
- 14 mars : Théodore de Banville, homme de lettres français († 13 mars 1891).
- 19 mars : Aldegonde de Bavière, duchesse de Modène (+ 1914)
- 22 mars : Frédérique Émilie Auguste O'Connell, peintre allemande († 1885).
- 24 mars : Alexandre Lauwick, peintre orientaliste français († 6 février 1886).
- 25 mars : James Bertrand, peintre et lithographe français († 23 septembre 1887).
- 26 mars : Charles-Félix Biscarra, peintre et critique d'art italien († 31 juillet 1894).
- 31 mars : Alexandre Ostrovski, dramaturge russe († 2 juin 1886).

- 1er avril : Vilhjálmur Finsen, juriste, homme politique et professeur islandais († 23 juin 1892).
- 9 avril : Albert Flamm, peintre allemand († 28 mars 1906).
- 29 avril : Joseph-Alfred Foulon, cardinal français, archevêque de Lyon († 23 janvier 1893).

- 3 mai : Armand Cassagne, peintre, aquarelliste, lithographe et écrivain français († 5 juin 1907).
- 5 mai : Youssef Bey Karam, résistant et nationaliste libanais († 7 avril 1889).
- 11 mai : Alfred Stevens, peintre belge († 29 août 1906).
- 12 mai : John Russell Hind, astronome britannique († 22 décembre 1895).
- 23 mai : Ante Starčević, homme politique et écrivain croate († 28 février 1896).
- 25 mai : Hector Hanoteau, peintre français († 7 avril 1890).
- 26 mai : Philibert Léon Couturier, peintre français († 26 octobre 1901).

- 1er juin : Euphémie Didiez, peintre française († 12 février 1883).
- 24 juin : Jacques-Xavier Carré de Busserolle, historien et archéologue français († 2 octobre 1904)

- 3 juillet : Ahmed Vefik Pacha, homme d’État, diplomate, écrivain et traducteur ottoman († 2 avril 1891).
- 6 juillet : Vincenzo Petrocelli, peintre italien († 2 février 1896).
- 10 juillet : Sanford Robinson Gifford, peintre paysagiste américain († 29 août 1880).
- 29 juillet : Auguste de Pinelli, peintre académique français († 23 avril 1893).
- 30 juillet : François Protheau, peintre et sculpteur français († 9 septembre 1865).

- 3 août : Francisco Asenjo Barbieri, compositeur espagnol de zarzuelas († 19 février 1894).
- 8 août : Théodule Ribot, peintre réaliste français († 11 septembre 1891).
- 14 août : Karel Miry, compositeur belge († 3 octobre 1889).
- 15 août : Léon Gastinel, violoniste et compositeur français († 18 octobre 1906).
- 18 août : Charles Marionneau, peintre paysagiste, historien de l'art et archéologue français († 13 septembre 1896).
- 19 août : Alexandru Hurmuzaki, homme politique, académicien et éditeur († 8 mars 1871).
- 20 août : Hippolyte Michaud, peintre français († 5 septembre 1886).
- 26 août : Marcellin Desboutin, peintre, graveur et écrivain français († 18 février 1902).
- 31 août : Joseph Ducaju, sculpteur belge († 5 juillet 1891).

- 1er septembre : Gustave Ricard, peintre français († 23 janvier 1873).
- 2 septembre : Pierre Grivolas, peintre français († 5 février 1906).
- 3 septembre : Nevil Story Maskelyne, photographe et politicien britannique († 20 mai 1911).
- 14 septembre : Eugène-Jean Damery, peintre français († 29 octobre 1853).
- 28 septembre : Alexandre Cabanel, peintre français († 23 janvier 1889).

- 4 octobre : Wenceslao Cisneros, peintre, dessinateur et lithographe salvadorien († 12 juin 1878).
- 10 octobre : George Temperley, homme d'affaires anglo-argentin, fondateur de la localité argentine de Temperley († 25 juin 1900).
- 21 octobre : Emilio Arrieta, compositeur espagnol († 11 février 1894).
- 26 octobre :
  - Gideon Ellis Newman, homme politique américain († 7 février 1911).
  - Karl Weinhold, philologue allemand († 15 août 1901).

- 1er novembre : Isidoro La Lumia, homme politique et historien italien († 28 avril 1879).
- 3 novembre : Léopold Burthe, peintre franco-américain († 2 décembre 1860).

- 1er décembre : Ernest Reyer, compositeur français († 15 janvier 1909).
- 7 décembre : Léopold Kronecker, mathématicien allemand († 29 décembre 1891).
- 8 décembre : Armand Louis Carré de Busserolle
- 10 décembre : Theodor Kirchner, compositeur, chef d'orchestre, organiste et pianiste allemand († 18 septembre 1903).
- 22 décembre : Alexandre Schanne, peintre français († 13 mai 1887).

## Décès en 1823
- 9 janvier : Pierre Prévost, peintre français (° 7 décembre 1764).
- 16 janvier : Victurnien Bonaventure de Rochechouart de Mortemart, militaire et homme politique français des XVIIIe et XIXe siècles, (° 23 octobre 1753).
- 21 janvier : Gianni Felice, graveur et un peintre italien (° 15 décembre 1758).
- 26 janvier : Edward Jenner, médecin britannique, qui a inventé la vaccination contre la variole (° 17 mai 1749).
- 27 janvier : Charles Hutton, mathématicien britannique(° 14 août 1737).

- 7 février : Ann Radcliffe, romancière britannique, créatrice de romans noirs (° 9 juillet 1764).
- 16 février : Pierre-Paul Prud'hon, peintre et dessinateur français (° 4 avril 1758).
- 26 février : John Philip Kemble, acteur britannique (° 1er février 1757).

- 14 mars : Charles François Dumouriez, général français (° 26 janvier 1739).
- 15 mars : Johann Jakob von Wittgenstein, juriste, banquier et homme politique allemand (° 24 février 1754).
- 20 mars : Grigori Ougrioumov, peintre russe (° 11 mai 1764).
- Mars : William Artaud, peintre britannique (° 1763).

- 6 avril : Marie Zinck, chanteuse d'opéra danoise (° 1er juin 1789).
- 7 avril : Jacques Charles, chimiste français, « inventeur » du ballon à gaz (° 12 novembre 1746).

- 5 mai : François-Louis Gounod, peintre et graveur français (° 26 mars 1758).
- 26 mai : Ferdinand von Waldstein, musicien et mécène allemand (° 24 mars 1762).

- 1er juin : Louis Nicolas Davout, Maréchal d'Empire, duc d'Auerstaedt, prince d'Eckmuhl (° 10 mai 1770).
- 9 juin : Piotr Meller-Zakomelsky, ministre de la Guerre de Russie (° 28 octobre 1755).

- 5 juillet : Henry Raeburn, peintre écossais (° 4 mars 1756).
- 22 juillet : William Bartram, naturaliste américain (° 20 avril 1739).

- 12 août : Josefa de los Dolores Peña y Lillo, religieuse et épistolière chilienne (° mars ou mai 1739).
- 18 août : André-Jacques Garnerin, aérostier français, inventeur du parachute (° 30 janvier 1769).
- 20 août : Pie VII, pape (° 14 août 1742).

- 11 septembre : David Ricardo, agent de change et théoricien économiste britannique († 19 avril 1772).
- 23 septembre : Nicolas Coquiart, médecin et homme politique belge (° 11 octobre 1752).

- 22 octobre : Carl Gustav Gottfried Hilfeling, peintre suédois (° 11 mars 1740).

- 23 novembre : José Manuel de Ezpeleta, militaire et homme politique espagnol (° 24 janvier 1742).

- 1er décembre : François Watteau, peintre français (° 18 août 1758).
- 4 décembre : Gregorio José Ramírez y Castro, homme politique costaricien (° 27 mars 1796).
- 10 décembre : Jacques François Joseph Swebach-Desfontaines, peintre et dessinateur français (° 19 mars 1769).
- 26 décembre : Antoine Graincourt, peintre et miniaturiste français (° 17 mars 1748).